# Antonius van Paduakerk (Oldenzaal)
De Antonius van Paduakerk is een neogotische kerk aan de Spoorstraat in Oldenzaal.
De Sint-Antoniuskerk werd ontworpen door de Oldenzaalse architect K.L. Croonen. Ze werd ingewijd op 30 mei 1912 en valt onder het Aartsbisdom Utrecht. Aan de buitengevel tussen de ingangsportalen bevindt zich een heiligenbeeld gewijd aan Antonius van Padua. De klokkentoren is octagonaal en net als de rest van de kerk gedekt met leien.

## Inrichting
Binnen bevinden zich wandschilderingen en fresco's van de Nijmeegse kunstenaar Gerard van Geffen. Deze ontwierp ook de gebrandschilderde ramen, evenals de beelden en reliëfs. De wandschilderingen betreffen onder andere kruiswegstaties boven de pilaren van het middenschip en twintig torsen van engelen aan het balkon van de koorzolder. De vervaardiging van de beelden en de altaartombe in het koor was in handen van J.P. Maas (Haarlem).
Het tabernakel werd gemaakt door edelsmidse L. en J. Brom in Utrecht, net als de koperen deksel met vier evangelisten boven een achthoekig granieten doopvont (in 1912 geschonken door burgemeester Vos de Wael).
Tot het kerkmeubilair behoren verder een ingebouwde en twee losstaande biechtstoelen. Het kerkorgel werd in 1922 gebouwd door Jos Vermeulen uit Alkmaar, en het volgende jaar in gebruik genomen. Van Jan Schoenaker is er een beschilderde de lijst aan een icoon boven het Mariadevotie altaar.
In 1962 werd in het midden van het transept een verhoging aangebracht in travertijn met een eiken altaar en een lezenaar, waardoor het liturgisch centrum meer naar het midden van de kerk kwam. De rest van het interieur bleef grotendeels in originele staat. Ook de met tegelmozaïek gemaakte vloeren werden nooit veranderd.

## Monumentenstatus
In 1977 werden gebouw en inrichting aangewezen als gemeentelijk monument en in 1999 als rijksmonument. Na een subsidie van het Rijk en de Provincie in 2008 werden in 2009 onder andere de vele glas-in-loodramen gerestaureerd.
De kerk is, naast de Sint-Plechelmusbasiliek waarmee het een parochie vormt, de tweede Oldenzaalse parochiekerk.

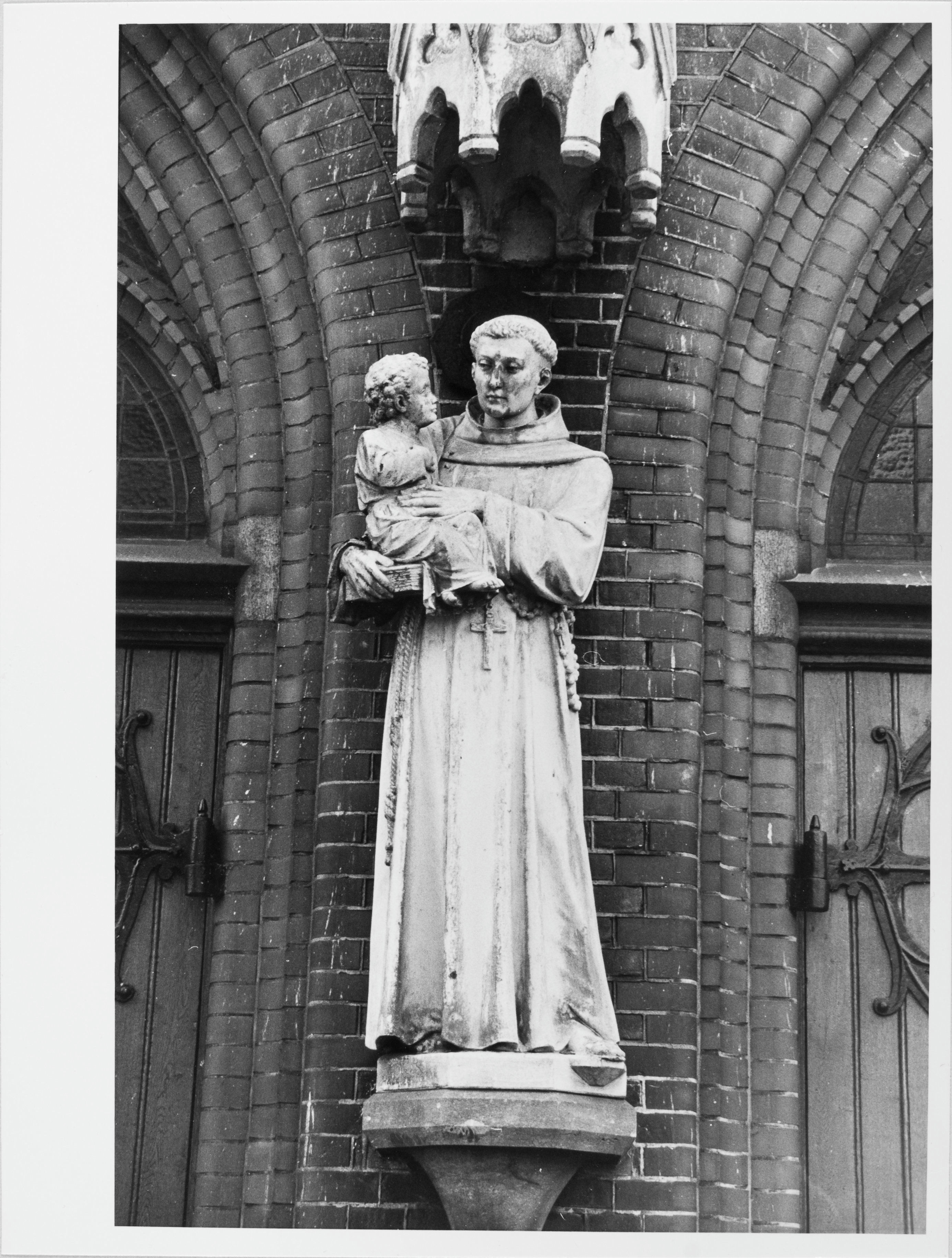
Beeld aan de voorgevel
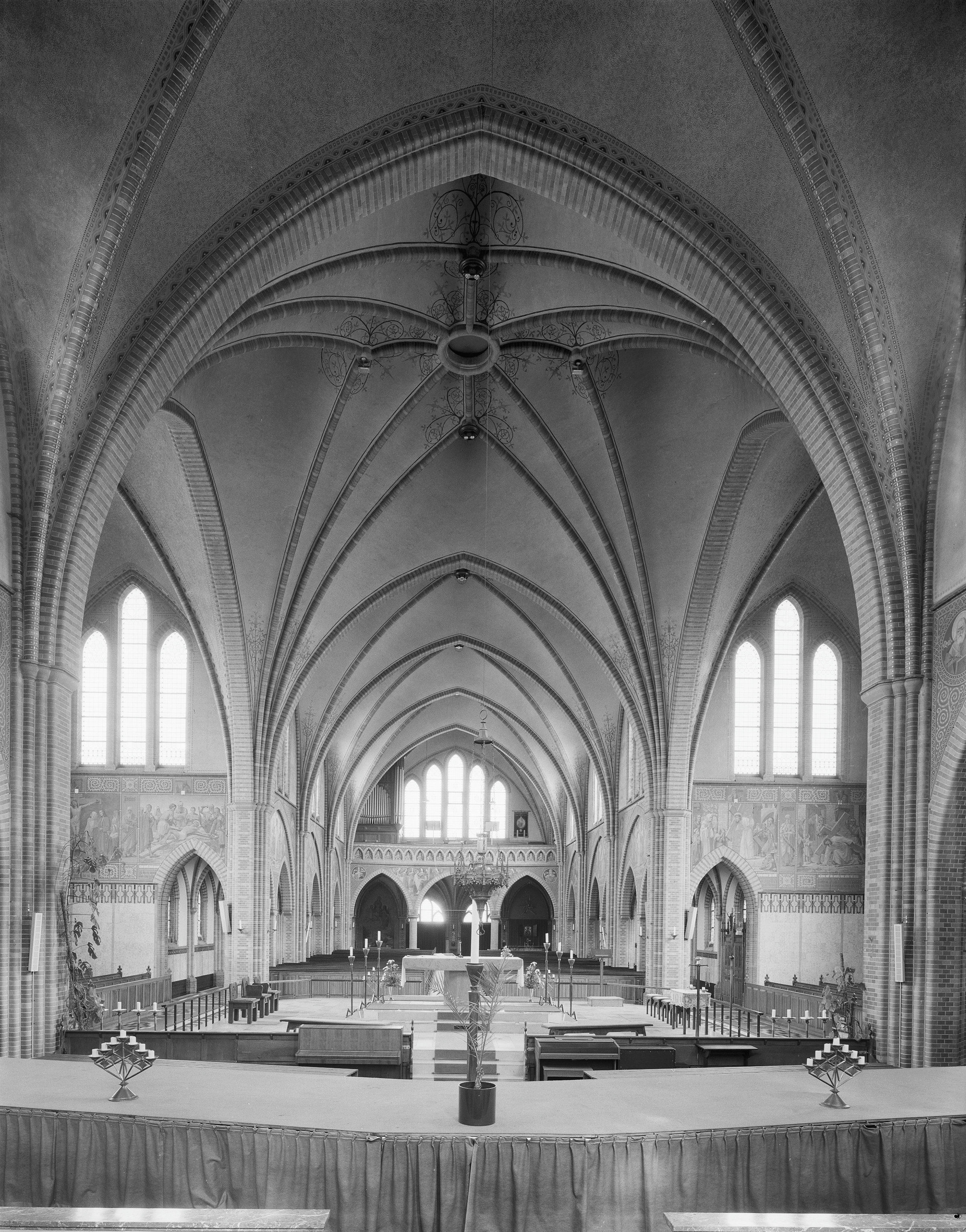
Interieur naar het westen
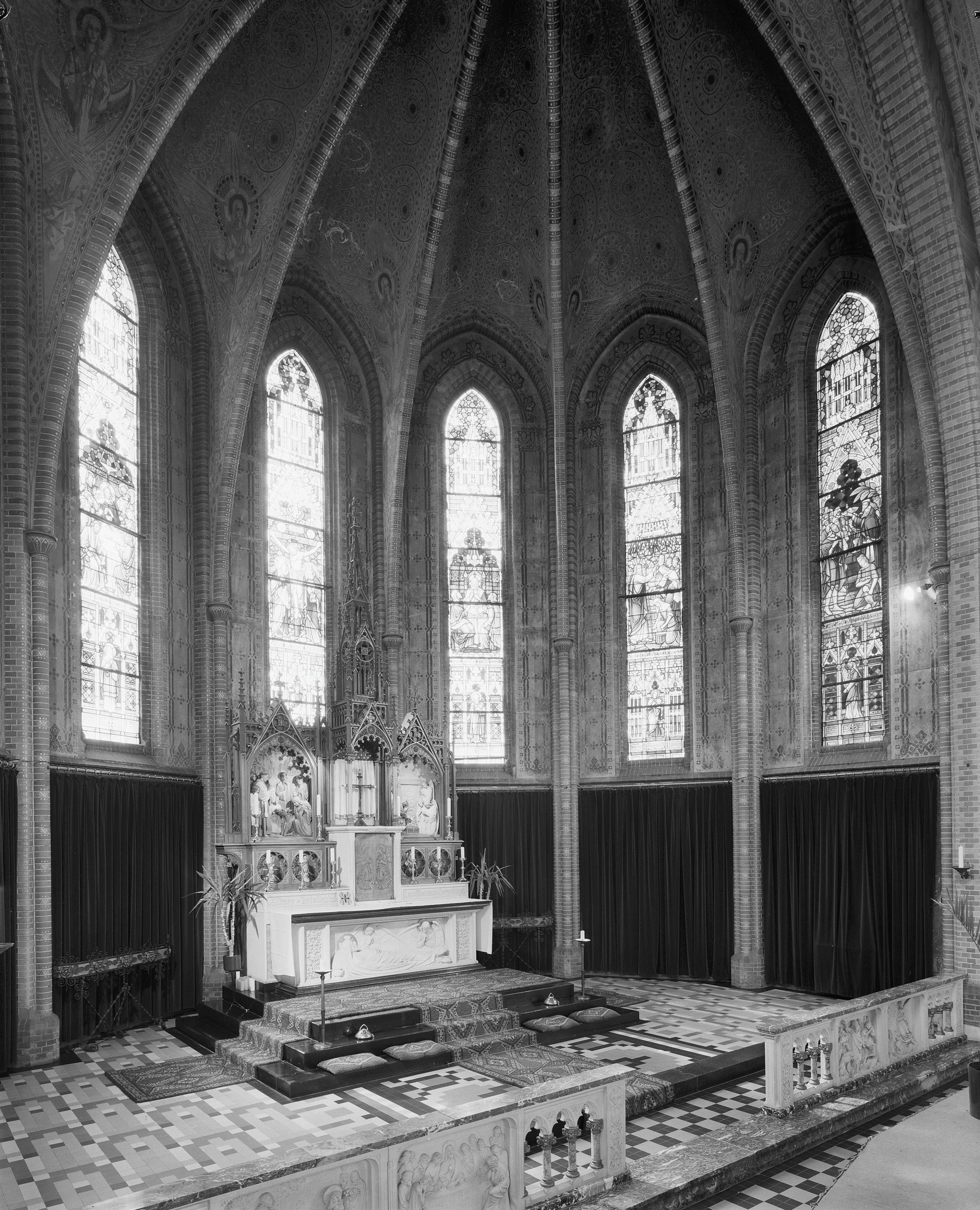
Interieur koor
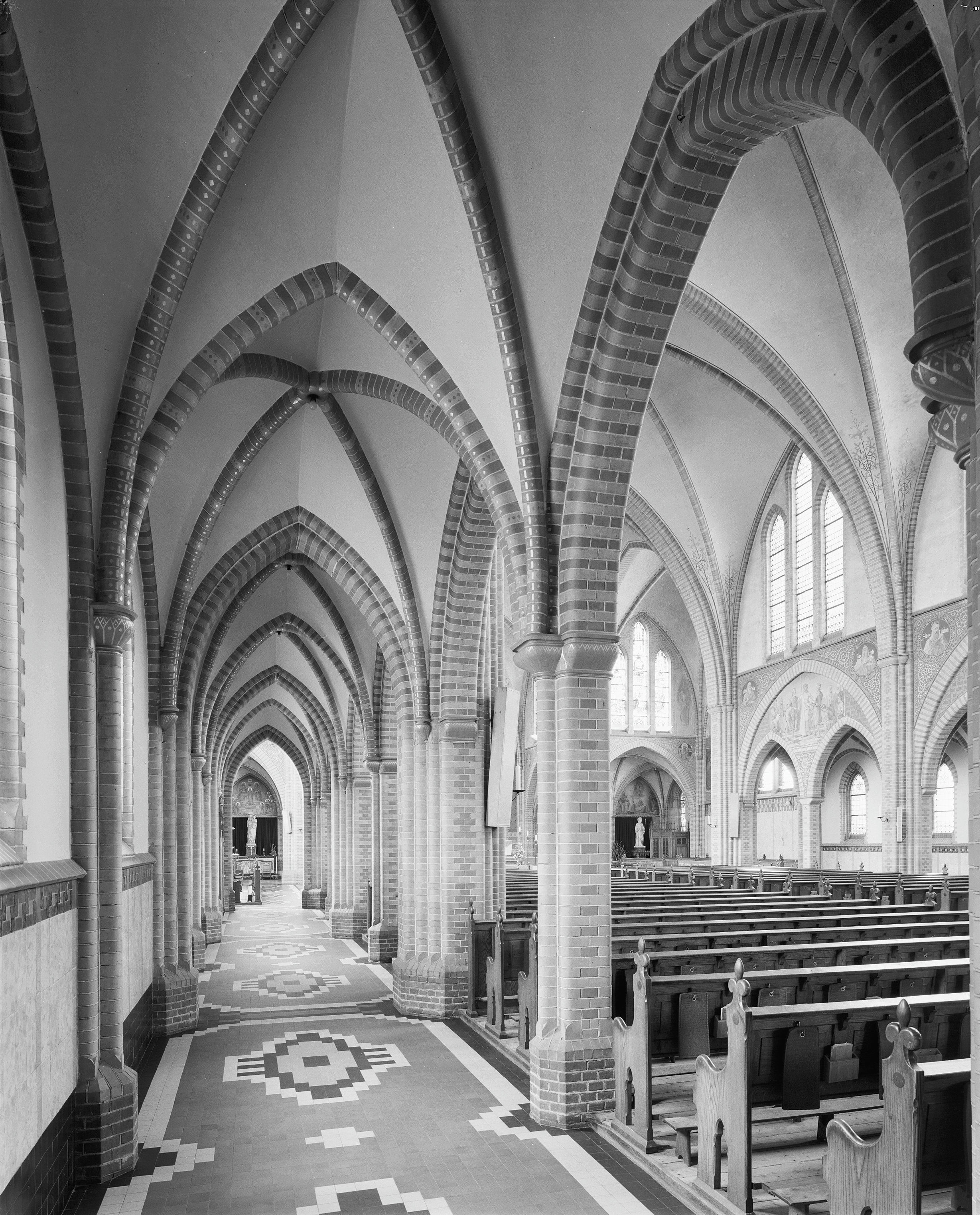
Interieur zijbeuk noord